# Manierka wz. 37

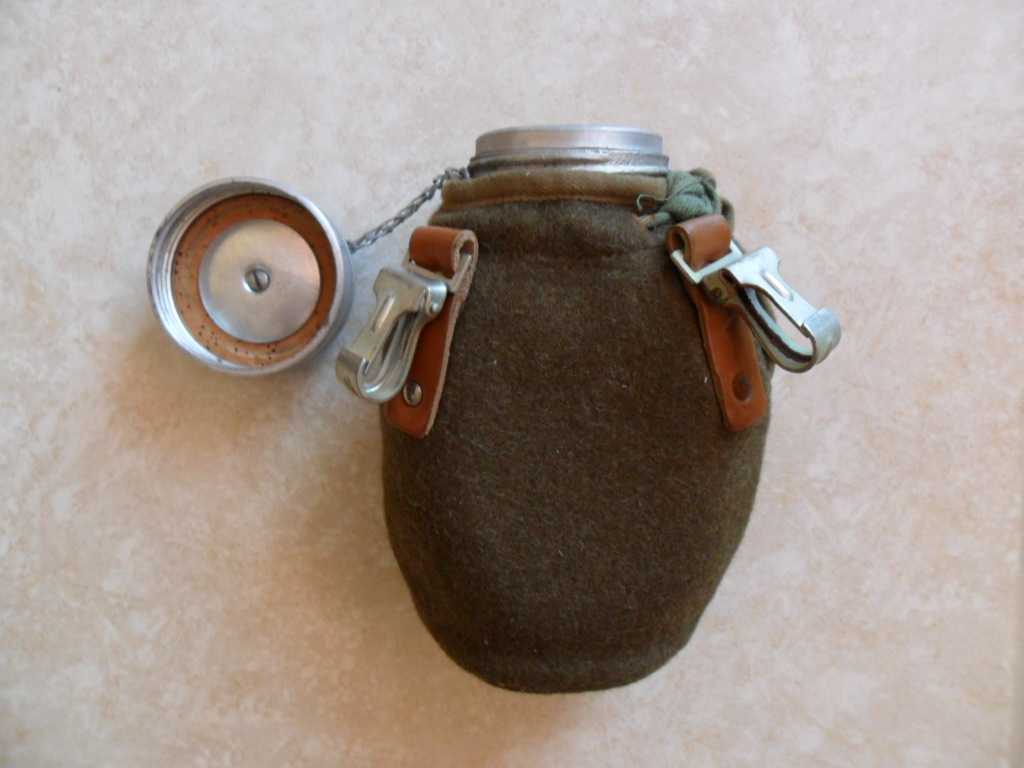
Manierka wz. 37 w pokrowcu (produkcja powojenna)

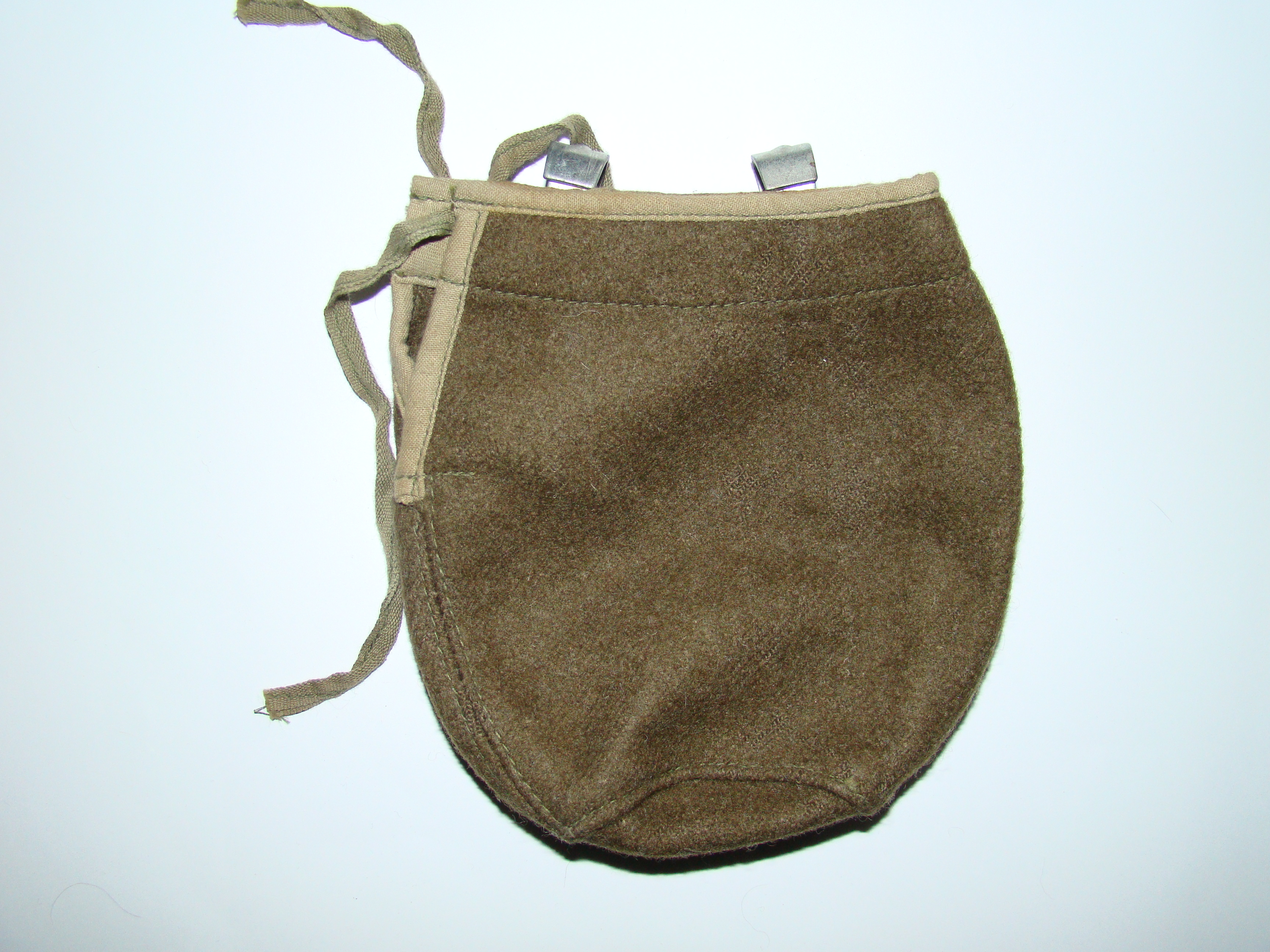
Pokrowiec manierki wz. 37

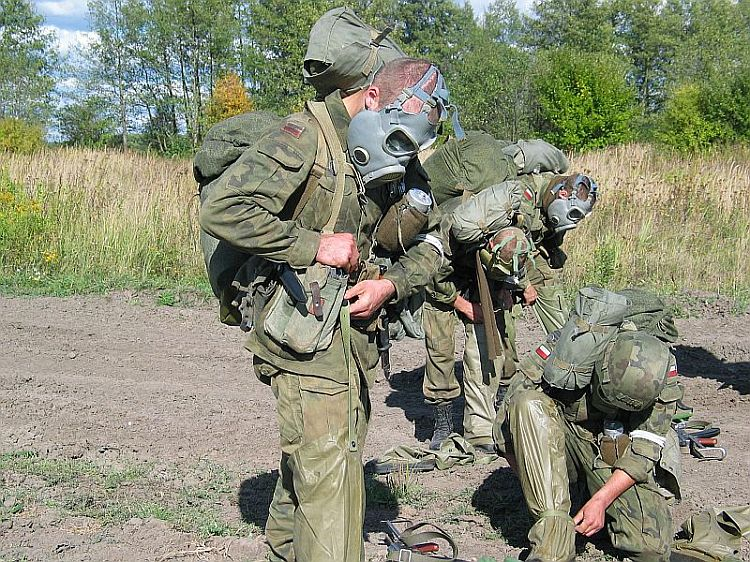
Żołnierze Wojska Polskiego z manierkami wz. 37 w trakcie szkolenia w 2003 r.

Manierka wz. 37 (wz. 38) – polska manierka wojskowa produkowana w latach 1938-1991. Wprowadzona na wyposażenie Wojska Polskiego krótko przed II wojną światową, po jej zakończeniu używana dalej przez Ludowe Wojsko Polskie, a następnie współczesne Siły Zbrojne Rzeczypospolitej Polskiej.

## Historia
Manierka wz. 37 została opracowana w roku 1937 przez Instytut Techniczny Intendentury. Nowa manierka miała pojemność 0,8 l i wagę 280 gram. 28 maja 1938 manierka uzyskała patent numer 26727. Manierki produkowane przed wojną nie posiadały pokrowca (przechowywano je w chlebaku).
W 1948 (najwcześniejsza data na manierkach) w Polsce Ludowej została wznowiona produkcja manierek wz. 37 początkowo w nieco uproszczonej wersji (zakrętka blaszana lub z białego tworzywa). W latach 80 XX wieku zmieniono uszczelkę (z korkowej na gumową) oraz zrezygnowano z możliwości jej wymiany (śrubę z nakładką zastępując nitem). Manierka wz. 37 była produkowana do roku 1991.

## Budowa
Manierka posiada formę owalną, ze spłaszczonym dnem co umożliwia jej postawienie. Ma także szeroki wlew co pozwala na dogodne nalewanie napojów, a także łatwe czyszczenie wnętrza. Istniała także możliwość wyjmowania z niej jedzenia łyżką. Wykonana była niemal z czystego aluminium (99 %). Nakrętka była przymocowana do manierki za pomocą łańcuszka.

## Pokrowiec
W powojennej produkcji manierek wz. 37 dodawany od końca lat 40. XX w. był pokrowiec sukienny koloru khaki z dwoma karabińczykami umożliwiającymi przypięcie do bojówek na pasie. Mocowania karabińczyków na pokrowcu od lat 40 do końca lat 70 były skórzane. W latach 80 XX wieku wprowadzono pokrowce z mocowaniami karabińczyków z nylonu. W latach 90 pojawiły się pokrowce z cordury w kamuflażu pantera leśna lecz nie zostały szeroko rozpowszechnione ze względu na wstrzymanie produkcji manierek oraz poszukiwanie nowych modeli manierek dla Wojska Polskiego.